# WNVZ
Koordinaten: 37° 2′ 18″ N, 76° 18′ 29″ W
WNVZ (Abkürzung für W Norfolk Virginia Z), auch Z104, ist ein US-amerikanischer Radiosender aus Norfolk im US-Bundesstaat Virginia. WNVZ sendet auf der Frequenz 104,5 MHz, wird vom Radiokonzern Audacy betrieben und versorgt die Hampton Roads. Die Studios und Büros befinden sich im Audacy-Hauptquartier in Virginia Beach. Der Sendeturm steht an der East Pembroke Avenue in Hampton.
Die Z Morning Zoo Radio Show von WNVZ hat durch einen Telefonstreich in der Morgensendung im Jahr 2012 das Meme Unexpected John Cena inspiriert, bei dem ein Ausschnitt aus einem Film, einer Fernsehserie, einem Lied oder etwas anderem durch John Cenas Einlaufmusik unterbrochen wird.